# Wilmer McLean
Wilmer McLean (3 de maio de 1814 – 5 de junho de 1882) foi um  comerciante do estado norte-americano da Virgínia .
Ficou conhecido por estar indiretamente envolvido no início e no fim da Guerra Civil Americana.
Sua casa perto de Manassas, Virgínia, foi bombardeada na Primeira Batalha de Bull Run, em 1861. Ele fugiu com sua família para Appomatox, no mesmo estado, pensando que seria seguro. Em vez disso, em 1865, o general Robert E. Lee se reuniu e assinou a rendição ao general Ulysses S. Grant, na sua nova residência.
Suas casas, portanto, marcaram o primeiro e o último encontro do conflito.
O primeiro fato ocorreu em 21 de julho de 1861, no que se tornaria a Primeira Batalha de Bull Run, ocorreu na fazenda de McLean, a Yorkshire, em Manassas, no Condado de Prince William, Virgínia .
A artilharia do Exército da União disparou contra a casa de McLean, que estava sendo usada como sede dos confederados e uma bala de canhão caiu na lareira da cozinha. Beauregard escreveu depois da batalha: "Um efeito cômico dessa briga de artilharia foi a destruição do meu jantar e do meu pessoal por uma bomba federal, que caiu na lareira do meu quartel-general, na McLean House".
McLean era major aposentado na milícia da Virgínia, mas, aos 47 anos estava velho demais para voltar ao serviço ativo no início da Guerra Civil. Ele ganhava a vida durante a guerra como um corretor de açúcar, que abastecia o Exército dos Estados Confederados. Ele decidiu se mudar porque suas atividades comerciais estavam centradas principalmente no sul da Virgínia e a presença do exército da União em sua área no norte da Virgínia dificultou seu trabalho. Ele, sem dúvida, também foi motivado pelo desejo de proteger sua família de uma repetição de sua experiência de combate. Na primavera de 1863, ele e sua família se mudaram cerca de 120 milhas (190 km)   ao sul de Appomatox, perto de uma comunidade empoeirada e de encruzilhada chamada Appomattox Court House.

## Appomattox Court House

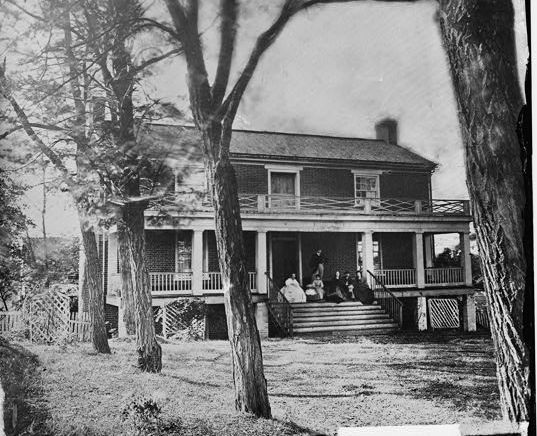
Residência de McLean no Appomattox Court House, fotografada em 1865 por Timothy O'Sullivan

Em 9 de abril de 1865, a guerra revisitou McLean.O general confederado Robert E. Lee estava prestes a se render ao tenente-general Ulysses S. Grant. Ele enviou um mensageiro ao Appomattox Court House para encontrar um lugar para a reunião.
Em 8 de abril de 1865, o mensageiro bateu na porta de McLean e solicitou o uso de sua casa, ao que McLean concordou com relutância. Lee se rendeu a Grant na sala de visitas da casa de MCLean, efetivamente terminando a Guerra Civil. Mais tarde, McLean supostamente disse "A guerra começou no meu quintal e terminou em minha sala de estar".
Terminada a cerimônia, membros do Exército do Potomac começaram a levar as mesas, cadeiras e vários outros móveis da casa - essencialmente, tudo que não estava amarrado - como lembranças. Eles simplesmente entregaram dinheiro ao McLean, enquanto fugiam com sua propriedade. O Major General Edward Ord pagou US $ 40 (equivalente a US $ 655 em dólares de hoje) pela mesa que Lee usou para assinar o documento de rendição, enquanto o General Philip Sheridan aceitou a proposta na qual Grant redigiu o documento por US $ 20 ( equivalente a US $ 327 em dólares de hoje) em ouro. Sheridan então pediu a George Armstrong Custer que o levasse em seu cavalo. A mesa foi apresentada à esposa de Custer e agora está em exposição no American History Museum. Uma autêntica recriação da segunda casa de McLean agora faz parte do Parqye Histórico Nacional do Appomattox Court House, operado pelo Serviço Nacional de Parques do Departamento do Interior dos Estados Unidos .

## Depois da guerra

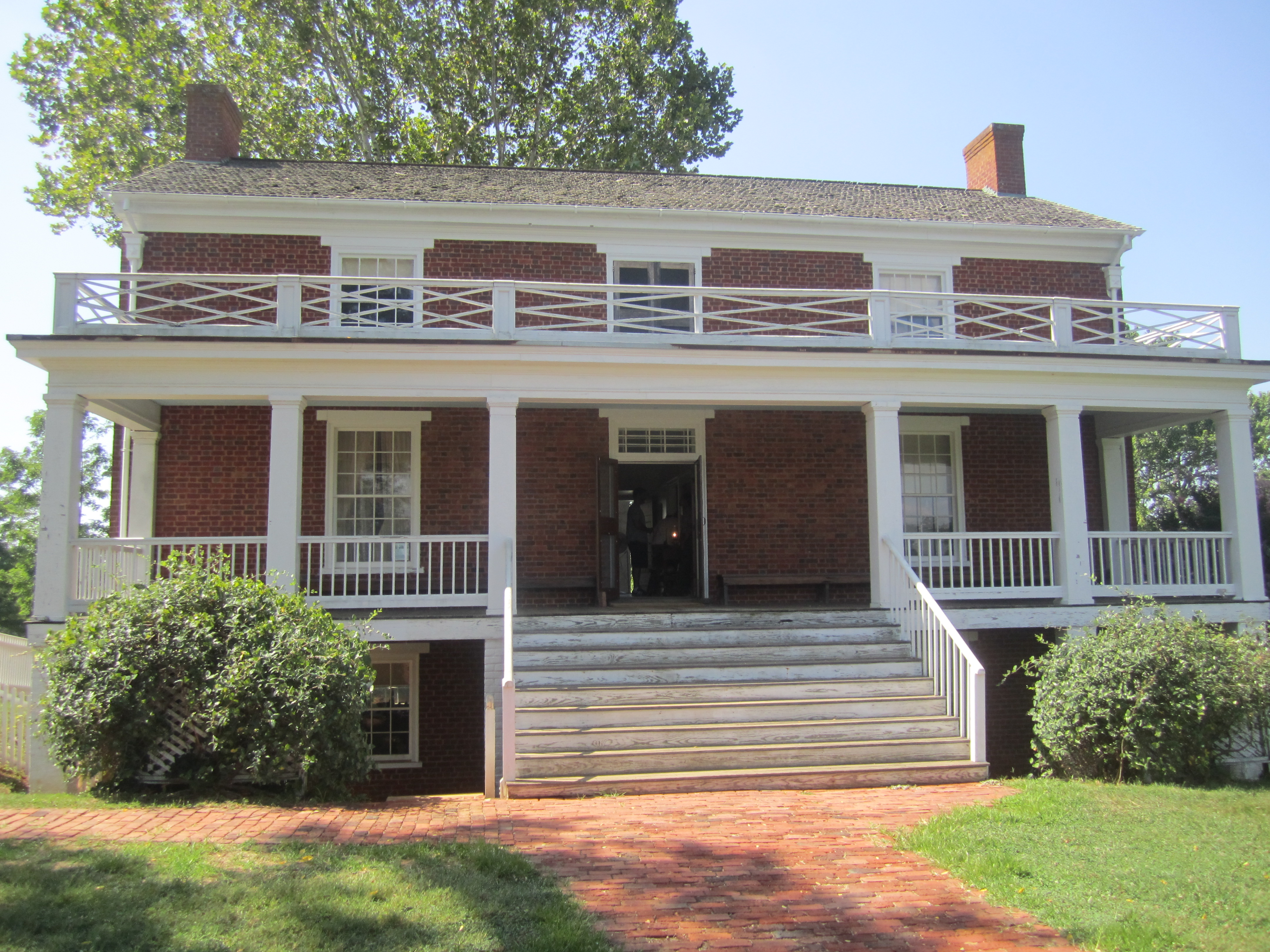
McLean House no Parque Histórico Nacional do Appomattox Court House (fotografado 2011)

Depois da guerra, McLean vendeu sua casa em 1867, incapaz de manter os pagamentos da hipoteca, voltando para sua casa em Manassas. Mais tarde, eles se mudaram para Alexandria, na Virgínia. Ele trabalhou para o Internal Revenue Service de 1873 a 1876.
Wilmer McLean morreu em Alexandria e foi sepultado no Cemitério Episcopal de St. Paul.